# Emory Upton
Emory Upton (Batavia, 27 agosto 1839 – San Francisco, 15 marzo 1881) è stato un generale statunitense.
Fu generale unionista nella guerra di secessione americana e uno stratega militare.

## Biografia
Upton nacque nel 1839 presso Batavia, nello stato di New York. Raggiunse l'Accademia Militare degli Stati Uniti a West Point e conseguì il brevetto nel 1861 appena in tempo per partecipare attivamente alla guerra di secessione americana.
Upton fu nominato sottotenente nel IV Corpo d'artiglieria unionista e fu ferito nella Prima Bull Run. Partecipò alla Campagna peninsulare e alle Battaglie dei Sette Giorni. Comandò una brigata d'artiglieria della 1ª Divisione del VI Corpo durante le battaglie di South Mountain e Antietam. Fu nominato Colonnello nell'ottobre del 1862 e si trasferì al comando del 121º Fanteria volontari di New York che guidò alla battaglia di Fredericksburg. Comandò la 2ª Brigata della 1ª Divisione, VI Corpo, nelle battaglie di Gettysburg e del Wilderness.
Nella battaglia di Spotsylvania Court House, Upton sviluppò una nuova tattica per attaccare i parapetti confederati, prefigurando tatticamente quanto sarebbe avvenuto nella guerra di trincea della prima guerra mondiale. Massicci gruppi di fanteria dovevano correre contro un piccolo settore avversario senza arrestarsi e seguitando a sparare in corsa per operare lo sfondamento. Il 10 maggio 1864 guidò dodici reggimenti in un unico assalto. La sua tattica fu efficace ma il suo comando non lo sostenne e fu così costretto a indietreggiare. Upton fu ferito nell'attacco ma fu promosso Brigadier Generale sul campo. Giorni dopo Winfield S. Hancock usò la tattica di Upton col suo intero II Corpo per infrangere le difese confederate del saliente, chiamato Mule Shoe (Ferro da mulo), a Spotsylvania. Per le sue ferite Upton fu costretto a ricoverarsi a Washington, ma tornò al suo comando per prender parte alle prime fasi dell'assedio di Petersburg.
Il VI Corpo, di cui Upton faceva parte, fu distaccato dall'Armata del Potomac e inviato a fronteggiare la minaccia confederata su Washington in connessione con la Campagna della Valle dello Shenandoah del 1864. Nella Terza battaglia di Winchester, Upton assunse il comando della 1ª Divisione, VI Corpo, allorché il suo comandante cadde mortalmente ferito. Upton stesso fu gravemente ferito poco dopo ma rifiutò di essere rimosso dal campo fino al completamento della battaglia. Fu coricato su una barella per la durata dello scontro, dirigendo da lì le sue truppe. La ferita lo allontanò dal comando operativo per un certo periodo ma nel 1865 fu posto al comando di una Divisione di cavalleria sotto James H. Wilson e la guidò durante l'incursione di Wilson in Alabama e nella Battaglia di Selma. Conseguì il brevetto di maggior generale nel marzo 1865.
Dopo la guerra Upton restò nell'esercito, in fanteria, e come comandante dei cadetti di West Point. Raccolse osservazioni tattiche provenienti da ogni parte del mondo, con le quali compilò poi numerosi manuali di tattica militare. Nel 1881 fu destinato al comando del presidio a San Francisco (California). Soffrì moltissimo di emicranie e si suicidò con un colpo alla tempia il 15 marzo, al suo posto di comando. Fu sepolto nel cimitero di Fort Hill (Auburn, nello stato di New York).
Upton prestò servizio con grande competenza in artiglieria, fanteria e cavalleria durante la Guerra di Secessione ed è ricordato per i suoi contributi di tattica militare composti in vita. È autore di A New System of Infantry Tactics (pubblicato nel 1867), di Tactics for Non-Military Bodies (1870) e di The Armies of Asia and Europe (1878).